# Jan Zakrzewski (lekkoatleta)
Jan Zakrzewski (ur. 21 grudnia 1970 w Gubinie) – lekkoatleta, biegacz długodystansowy.

## Osiągnięcia
Olimpijczyk z Aten (2004). Reprezentował barwy Oleśniczanki Oleśnica. Srebrny medalista Światowych Igrzysk Wojskowych (2003) na 3000 m prz. (8:43,85 s.). 3-krotny mistrz Polski na dystansie 3000 m z przeszkodami (1999, 2001, 2004). Mistrz Polski w biegu na 10 000 m (2004) i w biegu przełajowym (1996).
12 października 2008 zadebiutował w biegu maratońskim startując w barwach Polski podczas Wojskowych Mistrzostw Świata w Maratonie. Razem z kolegami z drużyny (Adamem Draczyńskim oraz Michałem Kaczmarkiem, rezerwowym był Zbigniew Murawski) wygrali klasyfikację drużynową wyprzedzając gospodarzy – Włochów.

## Rekordy życiowe
- bieg na 3000 metrów – 7:59,28 (2001)
- bieg na 10 000 metrów – 29:09,41 (2004)
- bieg na 3000 metrów z przeszkodami – 8:22,49 (29 września 2001, Białogard) – 14. wynik w historii polskiej lekkoatletyki[1]
- bieg maratoński – 2.18:13 (2008)